# Phrudocentra intermedia
Phrudocentra intermedia là một loài bướm đêm trong họ Geometridae.